# Ernesto, Eleitor da Saxónia
Ernsto (Meissen, 24 de Março de 1441 – Colditz, 26 de Agosto de 1486) foi príncipe-eleitor da Saxónia entre 1464 e 1486.

## Biografia
Ernesto foi o fundador e progenitor da linha ernestina dos príncipes da Saxónia, e um antepassado directo em linha paterna do príncipe Alberto de Saxe-Coburgo-Gotha.

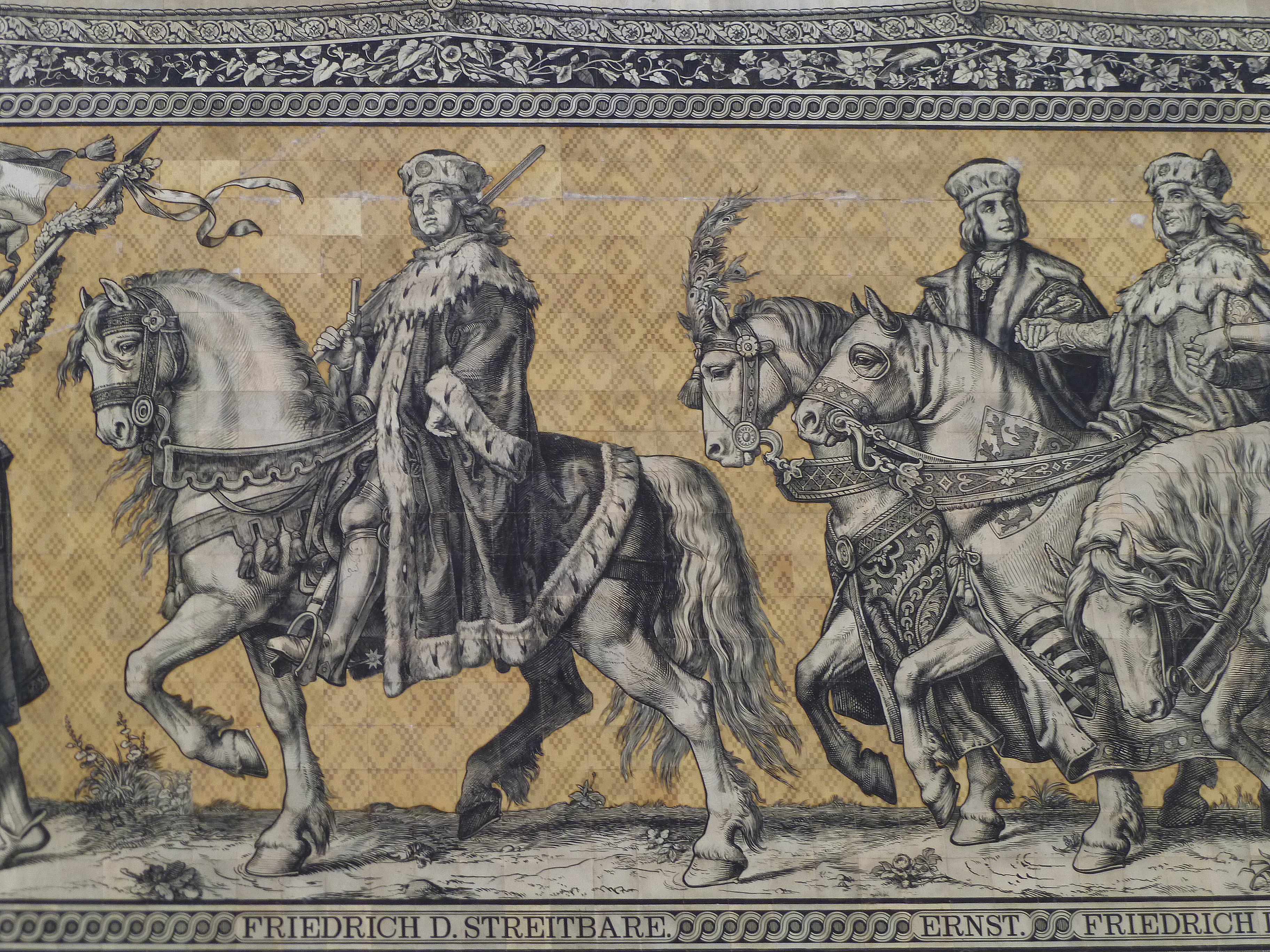
Frederico I, Eleitor da Saxónia (1381–1428), Ernesto, Eleitor da Saxónia (1464–1486) e Frederico II, Eleitor da Saxónia (1428–1464); Fürstenzug, Dresden, Alemanha

Foi o quarto dos oito filhos de Frederico II, Eleitor da Saxónia e da arquiduquesa Margarida da Áustria, irmã do sacro-imperador Frederico III.
Quando o seu irmão mais velho, Frederico, morreu em 1451, Ernesto passou a ser o novo herdeiro-aparente da posição de eleitor da Saxónia.
Em 1455, Ernesto e o seu irmão Alberto foram raptados pelo cavaleiro Kunz von Kaufungen, um episódio que ficou conhecido na história da Alemanha como o "Prinzenraub" (O Roubo dos Príncipes).
Em 1464, sucedeu ao seu pai como Eleitor da Saxónia, e anexou o ducado da Turíngia em 1482. Três anos depois, através do Tratado de Leipzig de 1485, passou a partilhar os seus territórios com o irmão Alberto, até divisão oficial das suas possessões.
Nos termos do Tratado de Leipzig, Ernesto recebeu as regiões à volta de Wittenberg, o sul da Turíngia, a região de Vogtland e partes da Pleissnerland. Escolheu a cidade de Wittenberg para a sua residência oficial. Durante o seu reinado, promoveu a prosperidade dos seus territórios e introduziu uma constituição.
Um ano após a divisão do eleitorado, Ernesto morreu em Colditz, aos quarenta-e-seis anos de idade, devido aos ferimentos que sofreu após sofrer uma queda de cavalo.

## Descendência

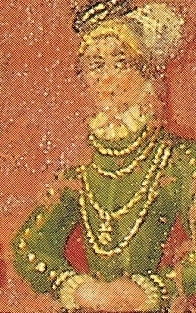
A sua esposa, a princesa Isabel da Baviera.

Ernesto casou-se em Leipzig a 19 de Novembro de 1460 com a princesa Isabel da Baviera. Juntos, tiveram sete filhos:
1. Cristina da Saxónia (25 de Dezembro de 1461 – 8 de Dezembro de 1521), casada com o rei João I da Dinamarca; com descendência;
2. Frederico III, Eleitor da Saxónia (17 de Janeiro de 1463 – 5 de Maio de 1525), nunca se casou nem deixou descendentes;
3. Ernesto II da Saxónia (26 de Junho de 1464 – 3 de Agosto de 1513), arcebispo de Magdeburgo (1476–1480), bispo de Halberstadt (1480–1513);
4. Adalberto da Saxónia (8 de Maio de 1467 – 1 de Maio de 1484), administrador de Mainz, morreu solteiro e sem descendentes legítimos;
5. João, Eleitor da Saxónia (30 de Junho de 1468 – 16 de Agosto de 1532), casado primeiro com a princesa Sofia de Mecklemburgo; com descendência. Casado depois com a princesa Margarida de Anhalt-Köthen; com descendência.
6. Margarida da Saxónia (4 de Agosto de 1469 – 7 de Dezembro de 1528), casada com Henrique I, Duque de Lüneburg; com descendência;
7. Wolfgang da Saxónia (1473 –1478), morreu com cerca de cinco anos de idade.

## Genealogia
| Ernesto, Eleitor da Saxónia | Pai: Frederico II, Eleitor da Saxônia          | Avô paterno: Frederico I, Eleitor da Saxônia | Bisavô paterno: Frederico III, Conde da Turíngia                  |
| Ernesto, Eleitor da Saxónia | Pai: Frederico II, Eleitor da Saxônia          | Avô paterno: Frederico I, Eleitor da Saxônia | Bisavó paterna: Catarina de Henneberg                             |
| Ernesto, Eleitor da Saxónia | Pai: Frederico II, Eleitor da Saxônia          | Avó paterna: Catarina de Brunswick-Lüneburg  | Bisavô paterno: Henrique o Brando, Duque de Brunswick-Lüneburg    |
| Ernesto, Eleitor da Saxónia | Pai: Frederico II, Eleitor da Saxônia          | Avó paterna: Catarina de Brunswick-Lüneburg  | Bisavó paterna: Sofia da Pomerânia, Duquesa de Brunswick-Lüneburg |
| Ernesto, Eleitor da Saxónia | Mãe: Margarida da Áustria, Eleitora da Saxónia | Avô materno: Ernesto I da Áustria            | Bisavô materno: Leopoldo III, Duque da Áustria                    |
| Ernesto, Eleitor da Saxónia | Mãe: Margarida da Áustria, Eleitora da Saxónia | Avô materno: Ernesto I da Áustria            | Bisavó materna: Viridis Visconti                                  |
| Ernesto, Eleitor da Saxónia | Mãe: Margarida da Áustria, Eleitora da Saxónia | Avó materna: Cimburga da Mazóvia             | Bisavô materno: Simão IV, Duque da Mazóvia                        |
| Ernesto, Eleitor da Saxónia | Mãe: Margarida da Áustria, Eleitora da Saxónia | Avó materna: Cimburga da Mazóvia             | Bisavó materna: Alexandra da Lituânia                             |